# Lac de Butgenbach
Le lac de Butgenbach est un lac de barrage situé en Belgique dans la province de Liège. D’une superficie de 120 hectares (1,2 km2), il est érigé au confluent de la Warche et de la Holzwarche en 1932.
Situé dans les cantons de l’Est, en bordure du plateau des Hautes Fagnes, il constitue une attraction pour les touristes qui peuvent y pratiquer de nombreux sports nautiques comme la voile, la planche à voile, le kayak...

## Littérature
- Guy Lejoly: La construction des barrages sur la Warche (ASBL Malmedy Folklore, 2021)